# Sägmühle (Creußen)
Sägmühle (oberfränkisch: Seechml) ist ein Gemeindeteil der Stadt Creußen im Landkreis Bayreuth (Oberfranken, Bayern). Sägmühle liegt in der Gemarkung Boden.

## Lage
Die Einöde liegt am Roten Main und am Schliefgraben, der dort als rechter Zufluss in den Roten Main mündet. Eine Gemeindeverbindungsstraße führt die Bahnstrecke Nürnberg–Cheb unterquerend nach Hagenohe (1 km nördlich) bzw. die Bundesstraße 2 kreuzend nach Lankenreuth (0,8 km südwestlich).

## Geschichte
Der Ort wurde 1402 als „Segmule“ erstmals urkundlich erwähnt. In der Fraisch unterstand der Ort dem brandenburg-bayreuthischen Kasten- und Stadtvogteiamt Creußen. Von 1791/92 bis 1810 unterstand Sägmühle dem preußische Justiz- und Kammeramt Pegnitz.
Mit dem Gemeindeedikt (frühes 19. Jahrhundert) wurde Sägmühle dem Steuerdistrikt Creußen und der Ruralgemeinde Bühl zugewiesen. Im Rahmen der Gebietsreform in Bayern wurde Sägmühle am 1. Januar 1972 in die Stadt Creußen eingegliedert.